# Classe Alma
La classe Alma est une classe de sept corvettes cuirassées à batterie centrale et barbettes qui servirent dans la Marine française de 1869 à 1891. Bien conçues, louées pour leur habitabilité et grâce, elles servirent principalement dans les colonies, battant souvent pavillon amiral.

## Conception

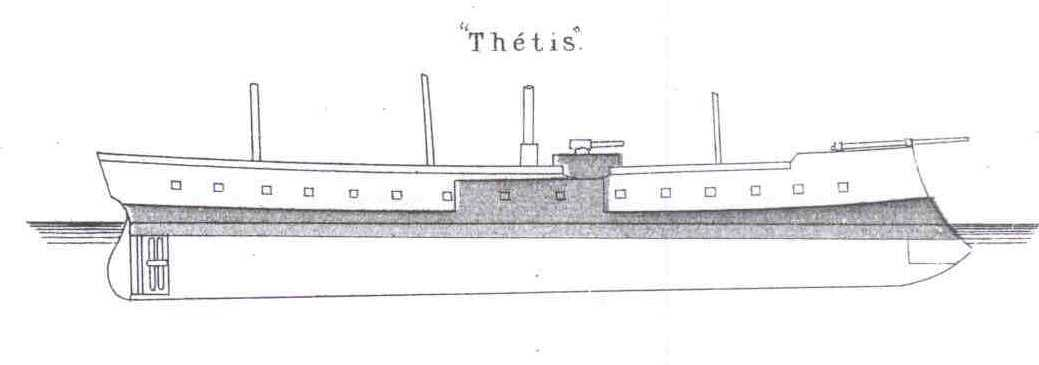
Schéma du Thétis bateau appartenant à la classe Alma

En 1865, la construction de la Belliqueuse selon des plans d'Henri Dupuy de Lôme donne des résultats encourageants. Il est alors décidé de lancer la construction de sept corvettes cuirassées sur cette base, mais dotées d'une vitesse plus grande et d'une artillerie plus puissante et mieux disposée : la classe Alma. Les dimensions sont quasiment identiques, tout comme le déplacement. Dotés d'une carène en bois, les cuirassés ont une ceinture blindée de 15 cm, et les œuvres mortes à l'avant et à l'arrière du réduit sont en tôle de 15 mm. Ces navires, conçus eux aussi par Dupuy de Lôme disposent d'une propulsion hybride : gréés en trois-mâts barque avec une surface de voile de 1 450 m2, ils sont propulsés par une hélice Mangin mue par une machine alternative à trois cylindres, elle-même alimentée par des chaudières Creusot.
Côté armement, les corvettes disposent de six canons de 19 cm : 4 sont disposés dans un réduit central, et deux autres sur les gaillards dans des tourelles barbettes. Celles-ci ont un blindage de 10 cm et peuvent tirer en chasse et en retraite.

## Les unités de la classe
| Nom           | Chantier naval       | Mise en chantier | Lancement         | Armement       | Fin                                               |
| ------------- | -------------------- | ---------------- | ----------------- | -------------- | ------------------------------------------------- |
| Alma          | Arsenal de Lorient   | 1er octobre 1865 | 26 novembre 1867  | 24 août 1869   | Condamné le 12 mars 1886                          |
| Armide        | Arsenal de Rochefort | 1865             | 12 avril 1867     | 5 octobre 1867 | Condamné le 25 octobre 1882, navire cible en 1886 |
| Atalante      | Arsenal de Cherbourg | juin 1865        | 9 avril 1868      | 1er avril 1869 | Condamné en 1887 à Saïgon                         |
| Jeanne d'Arc  | Arsenal de Cherbourg | 1865             | 28 septembre 1867 | 9 mars         | Condamné le 28 août 1883                          |
| Montcalm      | Arsenal de Rochefort | 26 octobre 1865  | 16 octobre 1868   | 16 juin 1869   | Condamné le 2 avril 1891                          |
| Reine Blanche | Arsenal de Lorient   | 1865             | 10 mars 1868      | 15 avril 1869  | Désarmé et condamné le 12 novembre 1886           |
| Thétis        | Arsenal de Toulon    | 20 juillet 1865  | 22 août 1867      | 1er mai 1868   | Désarmé en 1885 à Nouméa et transformé en ponton  |

## Histoire
L'Alma est lancé en 1867 et armée en 1869. Il passe par Brest avant de partir pour la Chine en 1870. *Il est relevé par la Belliqueuse en 1872 et rentre en France, arrivant à Toulon en 1873. De 1876 à 1881 elles est en réserve à Cherbourg, avant de partir pour le Levant et participer à l'expédition de Tunisie. En réserve à partir de 1883, elle est désarmée en 1884 puis condamnée en 1886.
L'Armide est lancé en 1867 et armé la même année. Placée en réserve à Brest, la frégate rallie les forces de la Baltique en 1870 avant de retourner à Brest pour être désarmée. Elle rejoint l'escadre de Méditerranée l'année suivante avant d'être désarmée de nouveau en 1873 à Toulon. En 1874 elle part au Levant, est remise en réserve en 1875, avant de partir pour la Chine en 1878. L'Armide rentre en 1880 et est condamné en 1882.
L'Atalante est lancée en 1868 et armée en 1869. En escadre d'évolutions l'année suivante, elle passe par Heligoland avant de rentrer à Dunkerque. En 1872 elle intègre la division navale du Pacifique et part de Lorient. Elle rentre en 1874 avant de repartir pour la Chine en 1876. De retour en 1878, le navire est placé en réserve jusqu'en 1882 où il intègre la division navale du Tonkin. Dans l'escadre d'Extrême-Orient en 1884, il passe par Keelung avant d'être désarmé à Saïgon en 1885 puis condamné en 1887.
La Jeanne d'Arc est lancée en 1867 et armée en 1869 à Brest où elle est placée en réserve. Dans l'escadre du Nord à partir de l'année suivante, elle est placée en réserve à Brest en 1876 avant de rejoindre la division du Levant en 1879. Elle est condamnée en 1883.
Le Montcalm est lancé en 1868 et armé en 1869. De Brest il rejoint la Méditerranée en 1870 avant de partir en mer du Nord où il capture un trois-mâts barque, l'Union. En 1871 il part dans l'Atlantique avant d'être mis en réserve à Cherbourg. En 1874 il part pour la Chine et le Japon où il remplace la Belliqueuse. De retour en 1876, il est placé en réserve jusqu'en 1882 où il part dans l'océan Pacifique. Il est finalement condamné en 1891.
La Reine Blanche est lancée en 1868 et armée en 1869. Elle fait une croisière aux Shetland dès l'année suivante avant de rejoindre la 2e division de l'escadre d'évolutions. Placée brièvement en réserve en 1876 elle rentre en collision avec sa sister-ship la Thétis le 3 juillet 1877 au large d'Hyères. Elle rejoint la division du Levant en 1879 avant de rejoindre le Pacifique en 1884. Elle en revient en 1886 à Cherbourg où elle est désarmée.
La Thétis est lancée en 1867 et armée en 1869. Elle rejoint l'escadre du Nord et la Baltique l'année suivante, avant de redescendre en escadre d'évolutions à Toulon en 1871. Elle fait partie de la 2e divion de l'escadre du Levant dès l'année suivante et part en mission en Espagne en 1873. Désarmée brièvement en 1876 elle est en escadre d'évolutions dès l'année suivante et de 1878 à 1881 rallie la division navale du Pacifique mais ne quitte pas l'Europe. En 1885, elle perd son hélice près de Madère puis rentre à Cherbourg avant d'être désarmée à Nouméa et transformée en Ponton.